# Johann von Mayrhofen
Johann von Mayrhofen († 30. Januar 1402 in Straßburg (Kärnten)) war als Johannes IV. Bischof von Gurk.
Johann von Mayrhofen wurde wahrscheinlich in Mairhof in der Oststeiermark geboren und war bürgerlich-bäuerlicher Abstammung. Er war zuerst Priester in der Diözese Passau, ab 1365 Pfarrer an der zur Kollegiatkirche erhobenen Stephanskirche in Wien. Kurz darauf wurde er erster Propst des dortigen Kapitels und erster Kanzler der neu gegründeten Wiener Universität. Weil aufgrund der Kollegiatserhebung der Pfarrkirche St. Stephan ein Streit zwischen dem Herzog von Österreich und dem Bischof von Passau anhängig war, wurde Mayrhofen 1366 vor das päpstliche Gericht nach Avignon geladen.
Am 3. Juni 1376 ernannte Papst Gregor XI. gegen den Vorschlag des Salzburger Erzbischofs Pilgrim II. Johann von Mayrhofen zum Bischof von Gurk. Seine Konfirmation durch den Erzbischof erfolgte am 7. Juli 1376. 
Politisch handelte der Bischof stets als treuer Diener des österreichischen Herzogs. Als Meinhard VI. Graf von Görz im Jahr 1385 starb, übernahm Bischof Mayrhofen die Vormundschaft über dessen noch minderjährige Söhne Heinrich und Johann Meinhard. In dieser Eigenschaft wurde er in verschiedene politischen Abmachungen verwickelt. Als Herzog Albrecht III. von Österreich 1387 nach Kärnten kam, schloss dieser mit dem Gurker Bischof als Vormund der Görzer ein Bündnis. Mit der Volljährigkeit Graf Heinrichs im Jahr 1393 ging die Vormundschaft zu Ende. 
Nach 25-jähriger Regentschaft starb der Bischof und wurde im romanischen Vorgängerbau der heutigen Kollegiatkirche in Straßburg beigesetzt. Sein Grab ist nicht mehr erhalten.